# بكتيريا مقاومة لأدوية متعددة

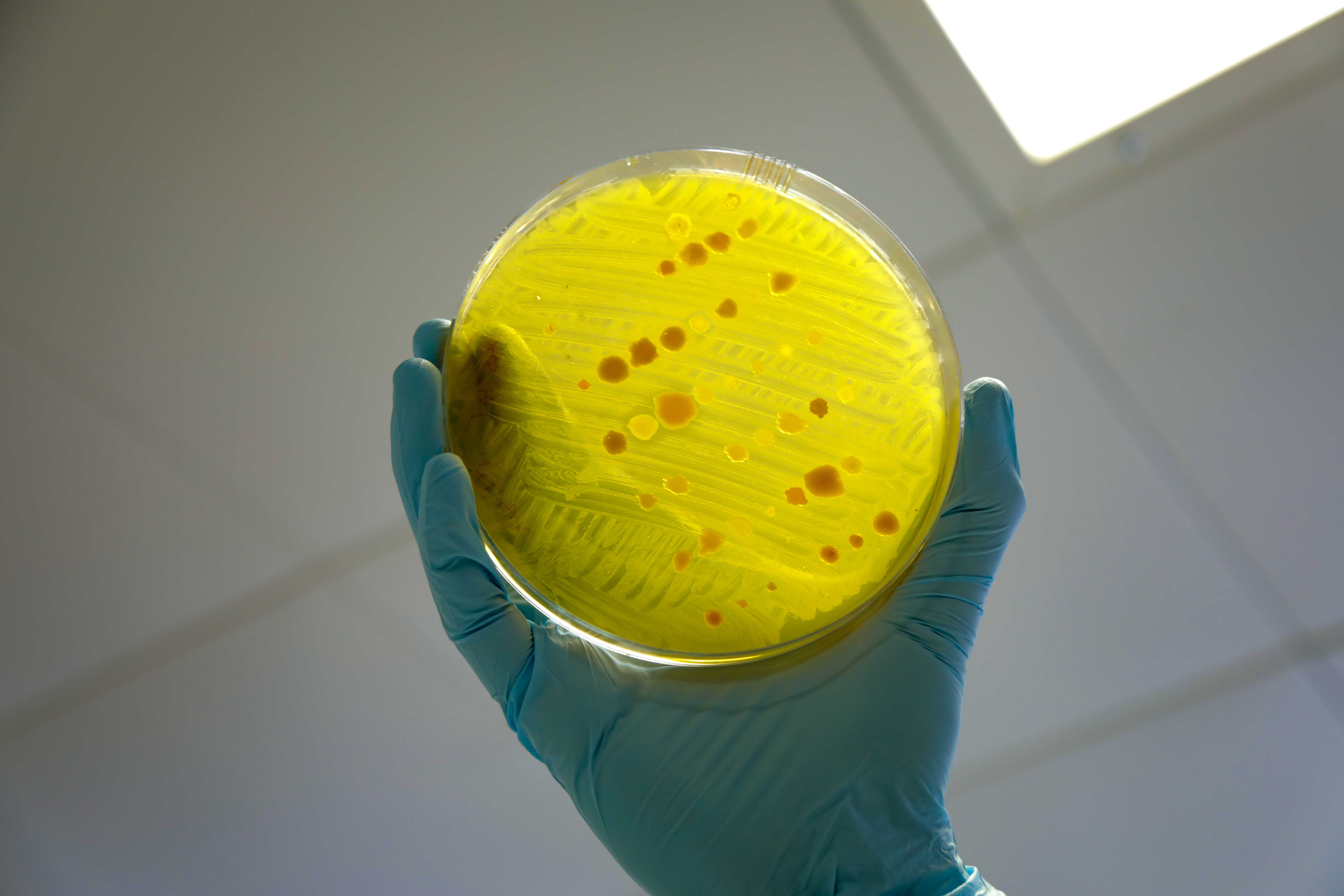
مجموعة متنوعة من البكتيريا - اختبار لمقاومة مضادات الميكروبات

البكتيريا المقاومة للأدوية المتعددة (بالإنجليزية: MDR bacteria)‏ هي بكتيريا تقاوم ثلاث فئات أو أكثر من الأدوية المضادة للميكروبات.  شهدت بكتيريا MDR زيادة في انتشارها في السنوات الأخيرة  وتشكل مخاطر جسيمة على الصحة العامة .
يمكن تقسيم البكتيريا المقاومة للأدوية المتعددة إلى ثلاث فئات رئيسية: موجبة الجرام، وسالبة الجرام، وغيرها (صبغة حمضية). تستخدم هذه البكتيريا تكيفات مختلفة لتجنب أو تخفيف الضرر الذي تسببه مضادات الميكروبات.
توصل الطب الحديث، إلى أن هناك زيادة حادة في كمية المضادات الحيوية المستهلكة. بالنظر إلى الاستخدام الواسع للمضادات الحيوية، كانت هناك زيادة كبيرة في تطور عوامل مقاومة مضادات الميكروبات، والتي تفوق الآن تطوير المضادات الحيوية الجديدة.

## أمثلة بكتيريا MDR
تتضمن أمثلة بكتيريا MDR التي تم تحديدها على أنها تهديدات خطيرة للصحة العامة ما يلي:
بكتيريا MDR إيجابية الجرام
- المطثيات العسيرة
- المكورات العنقودية الذهبية
- العقدية الرئوية

بكتيريا MDR سالبة الجرام
- كاربابينيم المقاوم الراكدة
- الإشريكية القولونية
- الكلبسيلة الرئوية
- النيسرية البنية
- كامبيلوباكتر
- الزائفة الزنجارية
- السالمونيلا
- الشيغيلا

بكتيريا MDR الأخرى
- السل الفطري

## التكيفات الميكروبية
تستخدم بكتيريا MDR عددًا من التعديلات للتغلب على الإهانات البيئية التي تسببها المضادات الحيوية. البكتيريا قادرة على مشاركة عوامل المقاومة وهذه تتم في عملية تسمى النقل الأفقي للجينات حيث تشارك البكتيريا المقاومة المعلومات الجينية التي تشفر المقاومة للسكان الساذجين.
- تعطيل المضادات الحيوية: تخلق البكتيريا بروتينات يمكنها منع الضرر الذي تسببه المضادات الحيوية، ويمكنها القيام بذلك بطريقتين. أولاً ، تعطيل أو تعديل المضاد الحيوي بحيث لا يعود قادرًا على التفاعل مع هدفه. ثانيًا، تحطيم المضاد الحيوي بشكل مباشر.[6]
- مضخات تدفق الأدوية المتعددة: استخدام البروتينات الناقلة لطرد المضاد الحيوي.[7]
- تعديل المواقع المستهدفة: تغيير أو تعديل عناصر بنية البكتيريا لمنع التفاعل مع المضاد الحيوي.[6]
- التعديلات الهيكلية: تحور أو تعديل العناصر العالمية للخلية للتكيف مع المضادات الحيوية (مثل زيادة تحمل الحمض لمضادات الميكروبات الحمضية) [6]

## طرق بديلة لمضادات الميكروبات

### العلاج بالعاثيات
يستخدم علاج البكتيريا، المعروف باسم «العلاج بالعاثيات»، فيروسات خاصة بالبكتيريا لقتل البكتيريا المقاومة للمضادات الحيوية. يوفر العلاج بالعاثيات خصوصية أعلى إلى حد كبير حيث يمكن تصميم العاثية بحيث تصيب فقط أنواعًا معينة من البكتيريا. يسمح العلاج بالعاثية أيضًا بإمكانية اختراق الأغشية الحيوية في الحالات التي تكون فيها المضادات الحيوية غير فعالة بسبب زيادة مقاومة مسببات الأمراض المكونة للغشاء الحيوي. أحد العوائق الرئيسية للعلاج بالعاثيات هو تطور الميكروبات المقاومة للعاثيات التي شوهدت في غالبية تجارب العلاج بالعاثيات التي تهدف إلى علاج الإنتان وعدوى الأمعاء. تشير الدراسات الحديثة إلى أن تطوير مقاومة العاثيات يأتي كمقايضة لمقاومة المضادات الحيوية ويمكن استخدامه لتكوين مجموعات سكانية حساسة للمضادات الحيوية.